# Стоунхаус, Джимми
Джеймс (Джимми) Стоунхаус (англ. James (Jimmy) Stonehouse, родился 30 марта 1964 года) — южноафриканский регбист и регбийный тренер, известный по работе с командой «Пумас» из Кубка Карри.

## Биография
Стоунхаус играл в регби на позиции хукера и представлял сборную Юго-Восточного Трансвааля. Параллельно он работал учителем в школе Эрмело в 1984—1997 годах, с 1990 года он был тренером школьной команды, с которой выступал на Кубке Директоров. В 1992 году команда Эрмело вышла в четвертьфинал Кубка, в 1993 — в полуфинал. В 1990—1992 и 1994—1997 годах он был тренером команды Юго-Восточного Трансвааля «Пумас» — а именно команды из игроков не старше 18 лет, выступавшей на турнире «Неделя Крэйвена». В 1998 году Стоунхаус стал тренером команды школы Ватерклоф в Претории, с которой в 2003 году выиграл впервые за 12 лет чемпионат школ; в 2003—2004 годах тренировал юношескую команду клуба «Блю Буллз», с которым сотрудничала школа.
В 2000—2001 годах Стоунхаус работал в России: сборная России из игроков не старше 19 лет выступила во Франции на чемпионате Европы и завоевала так называемую Тарелку. Также Стоунхаус был тренером-консультантом сборной России по регби-7: работая совместно с Николаем Нерушем, Стоунхаус помог сборной квалифицироваться на чемпионат мира 2001 года в Аргентине, ставший первым в истории российской сборной. Тем не менее, в связи с семейными обстоятельствами Стоунхаус вынужден был покинуть Россию и доверить работу Нерушу
В 2004 году Стоунхаус стал тренером клуба «Претория Харлекуинс», игравшем в Лиге Картлон, и вывел его в полуфинал Лиги в 2006 году впервые за 22 года; в 2005 году тренировал женскую команду клуба «Блю Буллз», а в 2006 году — женскую сборную ЮАР по регби-7, которая выиграла чемпионат Африки в Уганде в том же году. В 2007—2008 годах — тренер юношеского состава «Блю Буллз». В 2008 году назначен тренером клуба «Пумас» из Трансвааля, где когда-то играл. В январе 2015 года Стоунхаус после семи лет работы объявил, что уходит из «Пумас» и будет с апреля тренировать клуб «Тосиба Брэйв Лупус» из Японской Топ-Лиги. В ряды «Пум» он вернулся в 2018 году, прежде отказавшись добровольно от борьбы за пост главного тренера «Блю Буллз».
Параллельно своей работе в клубах Стоунхаус тренировал разные клубы: сборную команду «Хайвелд», игравшую в 2009 году против британско-ирландской сборной «Львов» во время турне последних по ЮАР; сборную команду «Южноафриканские Варвары» (англ. South African Barbarians), игравшую против англичан в 2012 году во время турне последних по ЮАР; сборную ЮАР (так называемые «Президентс XV»), выигравшую в 2013 году Кубок Тбилиси. В 2013 году Стоунхаус объявил, что будет тренировать в чемпионате ЮАР по регби-7 команду «Тайтэнс» (англ. Titans), заявленную одноимённым крикетным клубом ЮАР.
Помимо регби, Стоунхаус является бодибилдером: в 2005 году он выиграл чемпионат ЮАР (Мистер Южная Африка), а в 2006 году на чемпионате «Мистер Вселенная» стал 6-м.